# Urakaze (lớp tàu khu trục)
Lớp tàu khu trục Urakaze (tiếng Nhật: 浦風型駆逐艦 - Urakazegata kuchikukan) là một lớp bao gồm hai tàu khu trục hạng nhì được hãng đóng tàu Yarrow tại Scotland chế tạo cho Hải quân Đế quốc Nhật Bản ngay trước Chiến tranh Thế giới thứ nhất. Chúng là những tàu khu trục cuối cùng của Nhật Bản được đặt hàng từ xưởng đóng tàu ở nước ngoài.

## Bối cảnh
Sự thất bại của nền công nghiệp đóng tàu Nhật Bản đối với lớp tàu khu trục Umikaze đã khiến cho Hải quân Nhật không có chiếc tàu khu trục lớn hiện đại nào có khả năng hoạt động ngoài biển khơi. Kiểu turbine hơi nước Parsons sử dụng cho lớp Umikaze đã mắc phải những vấn đề về bảo trì, cũng như là sự tiêu tốn nhiên liệu rất cao. Vì vậy Hải quân đã quay sang chỗ dựa trước đây về nguồn kỹ thuật và thiết bị mới, các xưởng đóng tàu của Yarrow tại Scotland, để đặt hàng hai chiếc tàu khu trục với thiết kế mới trong năm tài chính 1911.
Tuy nhiên, cũng như các xưởng đóng tàu khác tại Anh vào lúc đó, Yarrow đang có một danh sách dài những đơn đặt hàng chờ thực hiện, nên chỉ đến năm 1915 các con tàu mới được hoàn tất; và do sự kiện Chiến tranh Thế giới thứ nhất nổ ra, mãi cho đến năm 1919 Urakaze mới được bàn giao cho Nhật Bản.

## Thiết kế
Những chiếc trong lớp Urakaze sử dụng động cơ turbine hơi nước Brown-Curtiss đốt dầu, và có điểm nổi bật là những tàu chiến đầu tiên chế tạo cho Nhật Bản được thiết kế không sử dụng than. Thiết kế ban đầu dự tính trang bị động cơ diesel, tuy nhiên, do việc chiến tranh nổ ra, Yarrow đã không thể có được các linh kiện hộp số cần thiết vốn phải được nhập khẩu từ Đức.
Vũ khí được trang bị ít hơn đôi chút so với lớp Umikaze, với một khẩu hải pháo QF 119 mm (4,7 inch) Mk I – IV duy nhất gắn trên bệ che chắn phía trước và bốn khẩu hải pháo QF 12 pounder (76 mm/3 inch), gồm hai khẩu giữa tàu, một khẩu phía đuôi, và một khẩu gắn trên một bệ cao ngay phía sau ống khói. Lớp Urakaze cũng là những tàu chiến Nhật Bản đầu tiên được trang bị các ống phóng ngư lôi 533 mm.

## Lịch sử hoạt động
Urakaze được chuyển cho hải quân đế quốc Nhật Bản quá trễ để có thể tham gia hoạt động trong Thế Chiến I; nó được sử dụng trong nhiều năm để tham gia tuần tra trên sông Dương Tử. Nó được cho nghỉ hưu vào năm 1936, và được sử dụng như một tàu huấn luyện cho Lực lượng Đổ bộ Đặc biệt Hải quân Yokosuka. Nó bị đánh chìm trong một cuộc không kích của máy bay Hải quân Hoa Kỳ vào ngày 18 tháng 7 năm 1945.
Do sự yêu cầu khẩn thiết của Chính phủ Anh, Nhật Bản đã bán chiếc Kawakaze trước khi nó hoàn thành cho Hải quân của Vương quốc Ý. Ý là một trong những nước thuộc Khối Đồng Minh, và đang đối mặt với vấn đề thiếu hụt nghiêm trọng tàu chiến hiện đại. Kawakaze được hoàn tất như là chiếc Audace, và sau đó được được đổi tên thành San Marco, và đã tham gia hoạt động tác chiến tại Địa Trung Hải. Trong Chiến tranh Thế giới thứ hai, nó bị Hải quân Đức chiếm được, và đổi tên thành TA20. Nó bị đánh chìm vào ngày 11 tháng 11 năm 1944 gần Venice trong biển Adriatic.

## Những chiếc trong lớp
| Tàu             | Đặt lườn            | Hạ thủy             | Hoạt động            | Số phận |
| Urakaze (浦風)  | 1 tháng 10 năm 1913 | 16 tháng 2 năm 1915 | 14 tháng 10 năm 1915 | Nghỉ hưu 1 tháng 4 năm 1936, xếp lại lớp "Tàu hộ tống số 18". Bị đánh chìm 18 tháng 7 năm 1945                                              |
| Kawakaze (江風) | 1 tháng 10 năm 1913 | 27 tháng 9 năm 1915 | 23 tháng 12 năm 1916 | Bán cho Italy 7 tháng 10 năm 1915, đặt lại tên Audace. Bị Đức chiếm 20 tháng 9 năm 1943, đặt lại tên TA20. Bị đánh chìm 1 tháng 11 năm 1944 |